# Roberto Ampuero
Roberto Ampuero Espinoza (Valparaíso, 20 de febrero de 1953) es un escritor y político chileno, miembro de Evolución Política. En el ámbito literario, es conocido principalmente por sus novelas policíacas protagonizadas por el detective privado Cayetano Brulé. Fue ministro de Relaciones Exteriores de Chile desde marzo de 2018 hasta junio de 2019. Se desempeñó como embajador de Chile en España, durante la administración de Sebastián Piñera.
Ampuero —que hasta fines de 2011, cuando fue nombrado embajador en México, residía en Estados Unidos, donde era profesor en la Universidad de Iowa—, no se limita a la saga de Brulé y escribe también «novelas que abordan la pareja moderna» en las que «la mujer es profesional, moderna, emancipada, con voz y agenda propias, una mujer que desconcierta al hombre que se considera más moderno».
Debido a la renuncia precipitada por motivos electorales de Luciano Cruz-Coke, Ampuero fue nombrado ministro presidente del Consejo Nacional de la Cultura y las Artes de Chile por Sebastián Piñera el 7 de junio de 2013, cargo en el que juró dos días después y que dejó en marzo de 2014, cuando asumió el nuevo gobierno de Michelle Bachelet.

## Biografía

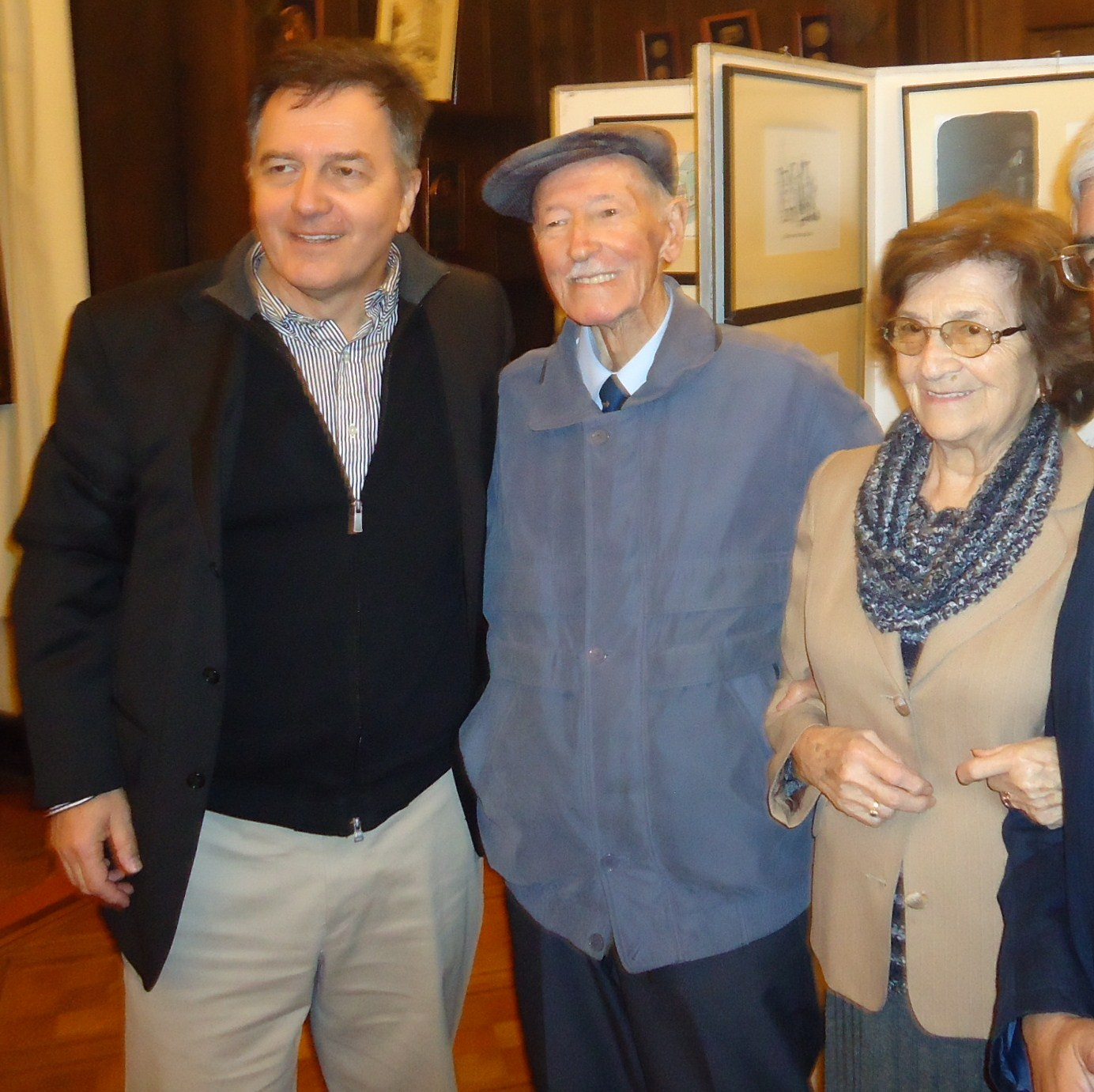
El novelista junto a sus padres: Roberto Ampuero Brulé y Angélica Espinoza, en noviembre de 2010.

Hijo de Roberto Ampuero Brulé y Angélica Espinoza, creció en una "familia porteña de clase media con orientaciones políticas de derecha"; su abuela materna era francesa y su padre trabajó durante la Segunda Guerra Mundial para el servicio exterior de información de Estados Unidos.
Estudió en el Colegio Presbiteriano David Trumbull y luego 12 años en el Deutsche Schule de Valparaíso, del que egresó en 1971 con un promedio 5.8 (la máxima nota era un 7). Sobre su colegio ha dicho que "de no haber sido por él, no habría vivido en Alemania ni habría conocido a mi mujer". "El DSV me enseñó a ser disciplinado y serio en lo que hago, a no desperdiciar tiempo, a revertir situaciones difíciles, a ser frugal y sencillo, y a vivir en otras culturas." Además, gracias a él pudo acercarse a escritores como Goethe, Schiller, Brecht y Mann, y  lo "marcó mucho" en su decisión posterior de recorrer el mundo, en su "alma nómada".
En 1972 se fue a Santiago para ingresar en el Instituto Pedagógico de la Universidad de Chile, donde estudió Antropología Social en las mañanas y Literatura Latinoamericana en las tardes.
Por esta época ingresó en las Juventudes Comunistas porque, como explicaría años más tarde, creía «que el socialismo era democrático, justo y económicamente próspero».
Después del golpe militar del 11 de septiembre de 1973 Ampuero abandonó Chile, hizo estudios de posgrado —obtuvo un B.A., un M.A. y un Ph.D—, se convirtió en novelista, profesor y columnista (New York Times Syndicate; El Mercurio de Valparaíso, 1994-1999; La Tercera, 2000-2009; El Mercurio).
Además de la serie policial que le ha dado fama, ha publicado Nuestros años verde olivo (1999) —novela autobiográfica sobre sus años en Cuba—, Los amantes de Estocolmo (Libro del Año en Chile y más vendido en 2003), Pasiones griegas (elegido en China Mejor Novela en Español, 2006) y La otra mujer (2010).
Sus obras han sido publicadas en América Latina y España, y traducidas al alemán, francés, inglés, italiano, chino, sueco, portugués, griego y croata. En Chile, llevan más de 40 ediciones.

### El exilio (1973-1993)
Ampuero tenía la posibilidad de irse a vivir a Alemania Oriental u Occidental "y con una coherencia tremenda que solo tiene uno cuando es muy joven, dije no, yo me voy a vivir a Europa del Este, eso es lo que corresponde, esas son mis convicciones, allá voy". Gracias a un contacto en la embajada de la RDA, salió de Chile en diciembre de 1973, oficialmente no como exiliado, sino como estudiante becado de periodismo en la  Universidad de Leipzig, que en ese entonces llevaba el nombre de Karl Marx.
En Alemania Oriental, donde estuvo menos de un año, conoce a Margarita, hija de Fernando Flores Ibarra, fiscal de la revolución cubana, y para no verse separados, parten a La Habana, adonde llegan el 26 de julio de 1974. En ese entonces estaba ilusionado con la posibilidad de ver lo «que supuestamente era la alternativa para toda América Latina de desarrollo, de prosperidad, de democracia, eso es lo que yo realmente creía en ese momento». Ese mismo año contraen matrimonio, él con 20 años y ella con 18, que duró sólo hasta 1977 y del que nació un hijo, Fernando. Renuncia a las JJCC en 1976, tras lo cual permanece becado en La Habana en octubre el mismo año
En Cuba su pensamiento político comienza a cambiar. Conoció al poeta censurado por el régimen castrista, Heberto Padilla[cita requerida], quien le hizo cambiar su perspectiva del país.

Yo tengo una advertencia de la Seguridad del Estado, de no meterme con extranjeros y estoy metido ahora con un extranjero que eres tú, chileno, además que aquí no quieren que me meta con chilenos porque tienen la historia de Jorge Edwards, y además con alguien que en algún momento perteneció a la nomenclatura cubana por haber estado casado con la hija de un dirigente.
Heberto Padilla[cita requerida]

Pese a eso mantuvieron la amistad y la casa de Heberto y su esposa, la también poeta Belkis Cuza, fue un refugio para Ampuero. En una entrevista de Belkis sobre Los amantes de Estocolmo, ella recuerda que «el hombre que yo conocí en La Habana a principios de los setenta, era entonces un joven lleno de proyectos, viviendo de paso una revolución que había en apariencias acogido al estudiante chileno exiliado. No tardó mucho en desilusionarse y ver la realidad. De eso también lo acusan. Para algunos el éxito es siempre sospechoso de alguna adhesión política incorrecta».
En 1977 Ampuero obtiene el Premio Lautaro de Cuentos entregado por el Comité de la Resistencia Chilena de la capital cubana, y al año siguiente, una mención en el Concurso de Cuentos 13 de Marzo en la Universidad de La Habana, donde estudia literatura latinoamericana. En 1979 recibe allí el grado de Bachelor of Arts y termina marchándose de la isla.
Tras su renuncia a las Juventudes Comunistas Ampuero se va a otro país socialista: regresa a Alemania Oriental, donde, junto a otros chilenos, continuará durante un año su formación marxista en la Escuela Juvenil Superior Wilhelm Pieck (Jugendhochschule Wilhelm Pieck o JHSWP). El Monasterio Rojo, como se la llamaba, quedaba cerca de Berlín junto a un lago, y, según recuerda, "no era un Punto Cero de adiestramiento militar como los de Cuba, Bulgaria o Libia, sino una escuela de estudio ideológico, pero muchos fluyeron después hacia la tesis de la lucha armada al escuchar a orillas del tranquilo Bogensee la experiencia de organizaciones hermanas". Después se matricula en la Universidad Humboldt de Berlín, donde cursa estudios de posgrado en literatura, economía y política (1981-1983) y comienza a trabajar como traductor. Sobre su experiencia en la RDA relata:

Por un lado una experiencia juvenil y académica bastante grata, con grandes amigos, grandes momentos. Por otro lado también una etapa que obviamente me resulta políticamente muy interesante, porque me ayuda a confirmar aquello que yo ya había comenzado a ver con bastante claridad en Cuba que es que estos regímenes socialistas eran dictatoriales.
Roberto Ampuero.

En 1983 cruza a la Alemania Occidental, lo que ve también «"como una afirmación de tipo político"», donde fue corresponsal para la agencia IPS (hasta 1991) y editor de Desarrollo y Cooperación de la Fundación Alemana para la Cooperación Internacional (Bonn, 1987-1990) y editor en jefe de ese año hasta 1990 fue editor en jefe de la misma revista (1990-1993), así como moderador de la revista Europa Semanalde DW-TV para América Latina (Colonia).
Al año siguiente publica, en alemán, su primer libro, Ein Känguruh in Bernau (en español, estos cuentos aparecerán 14 años más tarde con el título de El hombre golondrina), que lleva ilustraciones de Santos Chávez; el segundo, en 1985, también sale en ese idioma: Der Pfirsichkrieg (La guerra de los duraznos), novela juvenil que se editará en español en 2000, corregida y aumentada, igual como sucedió con el primero.
En 1987 contrajo matrimonio con Ana Lucrecia Rivera Schwarz, quien fue la embajadora de Guatemala en Alemania, con quien tiene dos hijos, Ignacio y Jimena.

### Regreso a Chile (1993-1997)

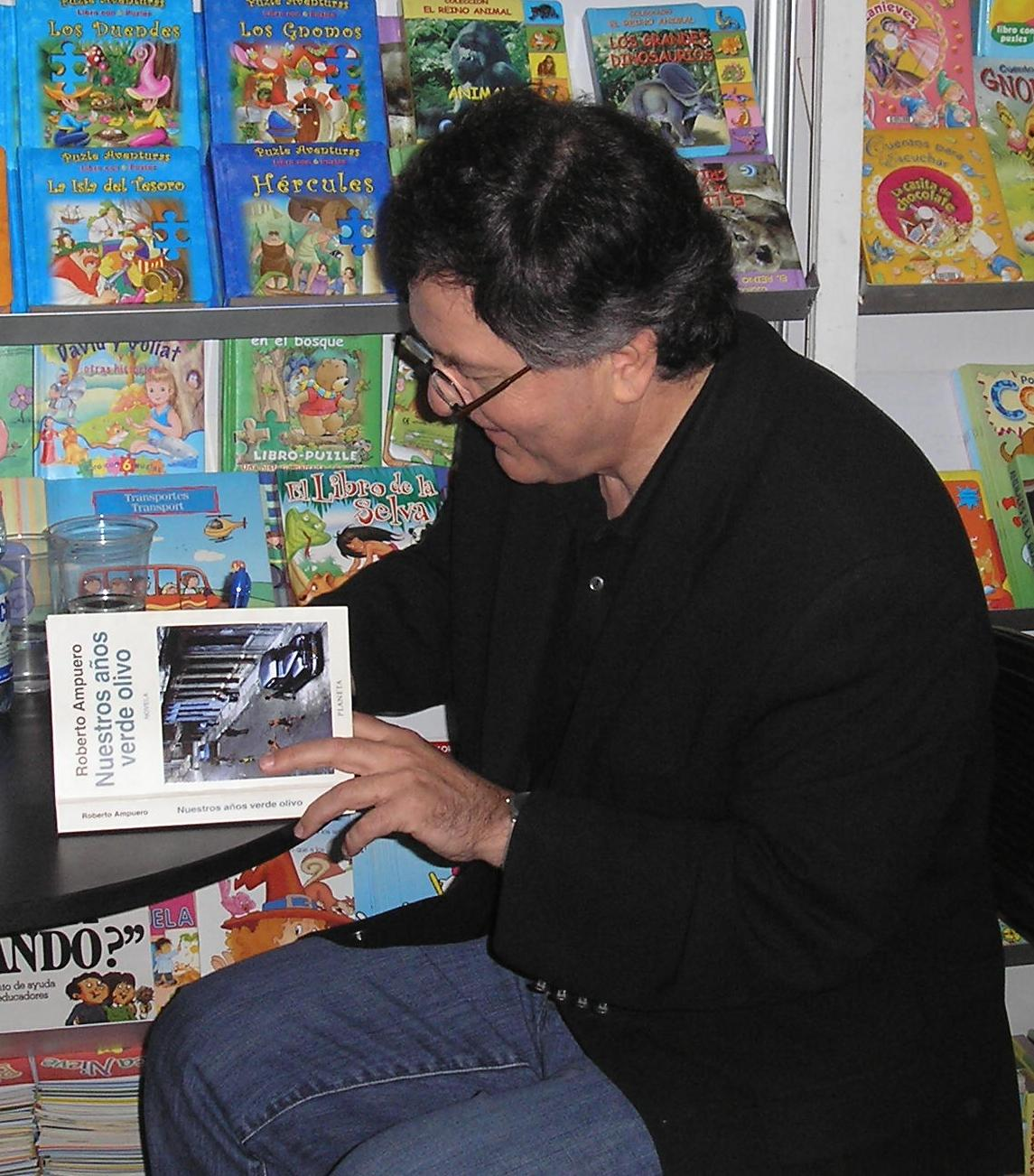
Roberto Ampuero firmando Nuestros años verde olivo en la Feria Chilena del Libro de Viña del Mar en enero de 2009.

En 1993 regresa a su país natal y durante un tiempo se dedica al corretaje de propiedades y a la construcción. Ese mismo año publica su primera novela en español: ¿Quién mató a Cristián Kustermann?, con la que nace el detective privado Cayetano Brulé y obtiene el Premio de la Revista de Libros de El Mercurio.
La idea que tenía de abrir una crêperie la dejó cuando obtuvo el premio. Lo explica él mismo: "A mí siempre me había gustado escribir, pero no pensaba dedicarme a la escritura como tal. Así que ese proyecto de ser maestro de la Crêpe en Chile, se quedó en el tintero, por Cayetano Brulé."
Entre 1994 y 1997 trabaja en el negocio inmobiliario. Publica Boleros en La Habana y obtiene el segundo premio en Concurso de Cuentos de Artes y Letras de El Mercurio y el Círculo de Críticos de Arte de Valparaíso. En 1996 publica la tercera novela policiaca, El alemán de Atacama y recibe el Reconocimiento Ilustre Municipalidad de Viña del Mar por sus aportes literarios.

### En Suecia (1997-2000)

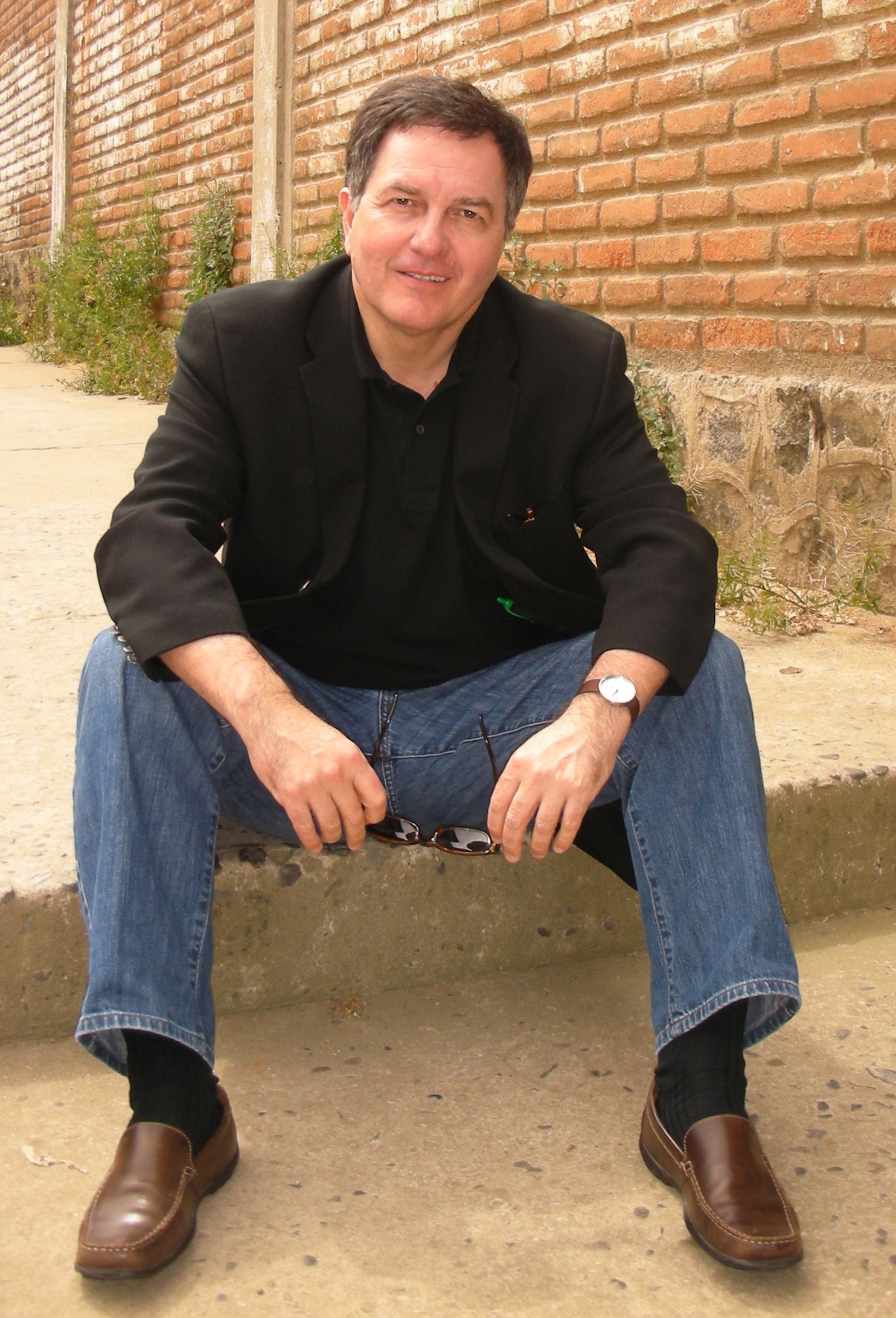
Roberto Ampuero en Valparaíso (3 de noviembre de 2008).

En 1997, año de la publicación en español de El hombre golondrina, se traslada con su familia a Estocolmo. Dos años más tarde termina un libro que había comenzado a escribir en Cuba, Nuestros años verde olivo, «concebido para dejar una especie de testimonio a sus hijos y nietos, sin pensar en publicarlo, pero que tomó la fuerza del binomio "realidad-ficción" que tienen todas sus novelas». Ampuero dice querer escribir una segunda parte —el libro apareció en 2014 bajo el título de Detrás del muro—, para lo que necesitaría instalarse un tiempo en Berlín y dice que espera volver a La Habana para redactar «in situ el tercer tomo».
Daniel Swinburn, enviado especial de El Mercurio a la Feria del Libro de La Habana 2009, señala sobre el puesto de las editoriales chilenas que las obras más demandadas eran las de Ampuero y Neruda, y que había en exhibición un ejemplar de la polémica novela, que fue adquirido por un sigiloso visitante. «Mientras otros preguntaban dónde encontrar más ejemplares, se les respondía, con vaguedad, que podría ser repuesta en un par de días. Otros diez títulos de Ampuero se vendieron en una hora», escribe Swinburn.
Ampuero fue también el creador de las historias, personajes y escenarios de Brigada Escorpión (Televisión Nacional de Chile (TVN), 1997), la primera teleserie policial que se produjo en el país. Dirigida por Joaquín Eyzaguirre, los guiones los escribió Gerardo Cáceres a partir de las historias de Ampuero, escritas en 13 capítulos durante su residencia en San Pedro de Atacama y Iowa en 1996. "Esta serie de ficción trata sobre un grupo de policías que, dentro de la institución, conforman una brigada secreta, cuya misión principal es dilucidar casos que tienen un rango especial dentro del mundo delictual".

### Iowa, Estados Unidos
Ampuero llega por primera vez a la Universidad de Iowa en 1996, como profesor visitante de la Universidad de Viña del Mar,[cita requerida] para cursar el "International Writers Program" (IWP). Posteriormente, cuando se traslada de Estocolmo a Iowa trabaja como instructor de español en entre 2000 y 2002, año este en que es instructor de la Escuela de Verano de Middlebury College, cosa que repite al siguiente. Entre 2003 y 2005 se desempeña como instructor de español y después, 2006 a 2008, como lecturer en el Departamento de Español y Portugués de la Universidad; finalmente, a partir de 2008 es profesor asistente allí mismo.
En la citada universidad obtiene primero una maestría en Español (2002) y después un Ph.D. (2006) con la tesis La historia como conjetura. La narrativa de Jorge Edwards, que luego publicó la Editorial Andrés Bello. Ampuero señala que se trata de «una reflexión amplia sobre la rica narrativa del autor; sobre su filosofía como escritor, sus novelas recientes y su papel en la cultura»"en la que trata de «mostrar en profundidad y desde diferentes ángulos» la obra de Edwards, quien «es muchísimo más que ese libro (Persona non grata): es autor de novelas notables, como La mujer imaginaria, El origen del mundo, El sueño de la historia o El inútil de la familia, de cuentos ya clásicos, como El orden de las familias. Es también un memorialista sólido, basta con leer su libro sobre Pablo Neruda, y además cronista de gran influencia». También destaca de Edwards «su decisión de volver a Chile a exigir democracia durante la dictadura de Augusto Pinochet, su papel moderador en la transición, en fin, un intelectual en el sentido de la mejor tradición nuestra. Ese "primer libro de ensayo crítico sobre la revolución cubana en momentos en que ningún intelectual se atrevía a criticar a Fidel Castro", Ampuero lo leyó durante su residencia en Cuba gracias al poeta Heberto Padilla.

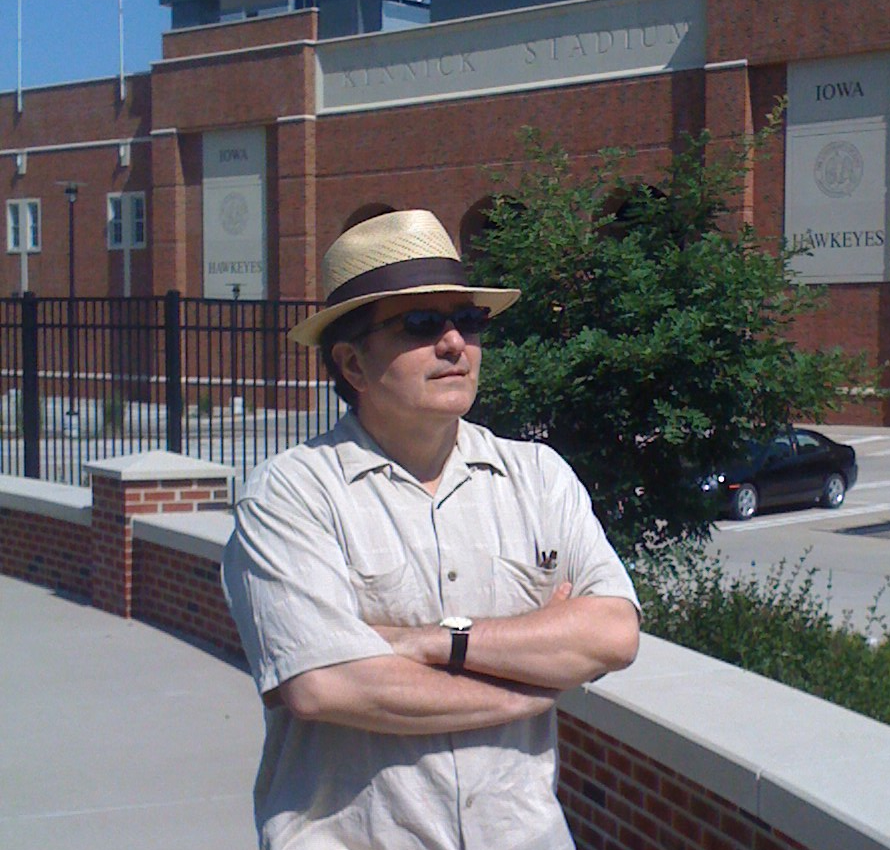
Roberto Ampuero afuera del Kinnick Stadium en la Ciudad de Iowa, Iowa, EE. UU., el 4 de julio de 2008.

En 2001 aparece la cuarta entrega del detective Cayetano Brulé Cita en el Azul Profundo y al año siguiente se publica por primera vez en castellano La guerra de los duraznos, "historia de dos pandillas, adolescentes, que viven en Valparaíso, entre los cerros". "Una banda se ve amenazada de ser invadida por otra, entonces sus integrantes buscan refugio; en el lugar encuentran a un fugitivo de la ley, herido, esto transcurre en el año '74, y los niños deben optar por cuidarlo y protegerlo o denunciarlo a la policía", resume María Teresa Herrero, asistente editorial." Ampuero explica que el libro "es interesante, pues fue una novela para jóvenes que no se pudo publicar durante muchos años en Chile"; "es la primera novela chilena para jóvenes que se atreve a abordar ese tema". En comparación con la publicación alemana, dice que "no hay cambios sustanciales. Sólo modificaciones de algunos nombres y mejoramiento de la fluidez del relato."
Publicó en 2003 su primera novela de corte erótico y policial, Los amantes de Estocolmo, que había comenzado tres años antes pero que interrumpió para escribir Cita en el Azul Profundo. La primera edición se agotó tras cinco días y vendió 17.000 copias, que lo acreditaron como el escritor más vendido en Chile en 2003; obtuvo el premio Libro del Año de la Revista de Libros. Ampuero explicó que la novela "intenta hablar de un tema que existe (infidelidad), que está en el ambiente, que es como un fantasma, del cual nadie quiere hablar de forma directa y clara. Se lo toca por lo general como rumor, las parejas no enfrentan el tema en el momento adecuado, es como algo a lo que se le teme, pero que existe"
En 2005 salió la quinta entrega de la saga Cayetano Brulé Halcones de la noche.

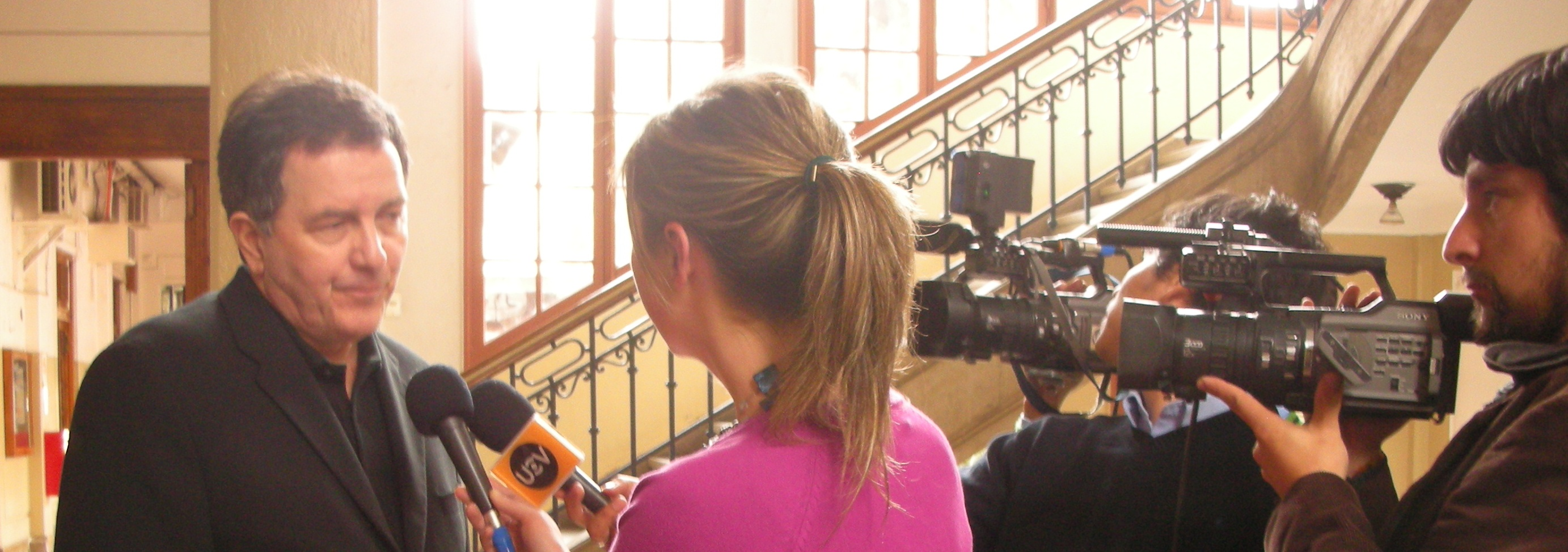
Roberto Ampuero durante entrevista en la PUCV.

Su segunda novela de corte policial erótico, Pasiones griegas, sale en 2006; recibirá el premio a la mejor novela publicada en español durante el año de la Editorial Popular de China[cita requerida] y la Asociación de Hispanistas de ese país. Ese año la catedrática Gioconda Marún publicó La narrativa de Roberto Ampuero en la globalización cultural.
El martes 18 de abril de 2006 Roberto Ampuero fue declarado Hijo Ilustre de la ciudad de Valparaíso. Cuando sus hijos le preguntaron que se sentía ser nombrado Hijo Ilustre de una ciudad, Ampuero contestó: "No sé. Solo sé lo que se siente al ser nombrado Hijo Ilustre de la ciudad más especial, con más carácter y la topografía más loca que existe. Todo esto es Valparaíso". Para el escritor esta distinción "implica un compromiso tremendo": "Me voy a convertir en un embajador del Puerto y voy tratar de promoverlo lo mejor posible, entregando información a los extranjeros sobre las ventajas de venir acá".
En 2008 se publica El caso Neruda, sexta entrega sobre Cayetano Brulé, que durante 4 semanas seguidas ocupa el primer lugar entre los libros más vendidos en Chile. Ese mismo año la Corporación Cultural de la Quinta Región le otorga el Premio a Personalidades

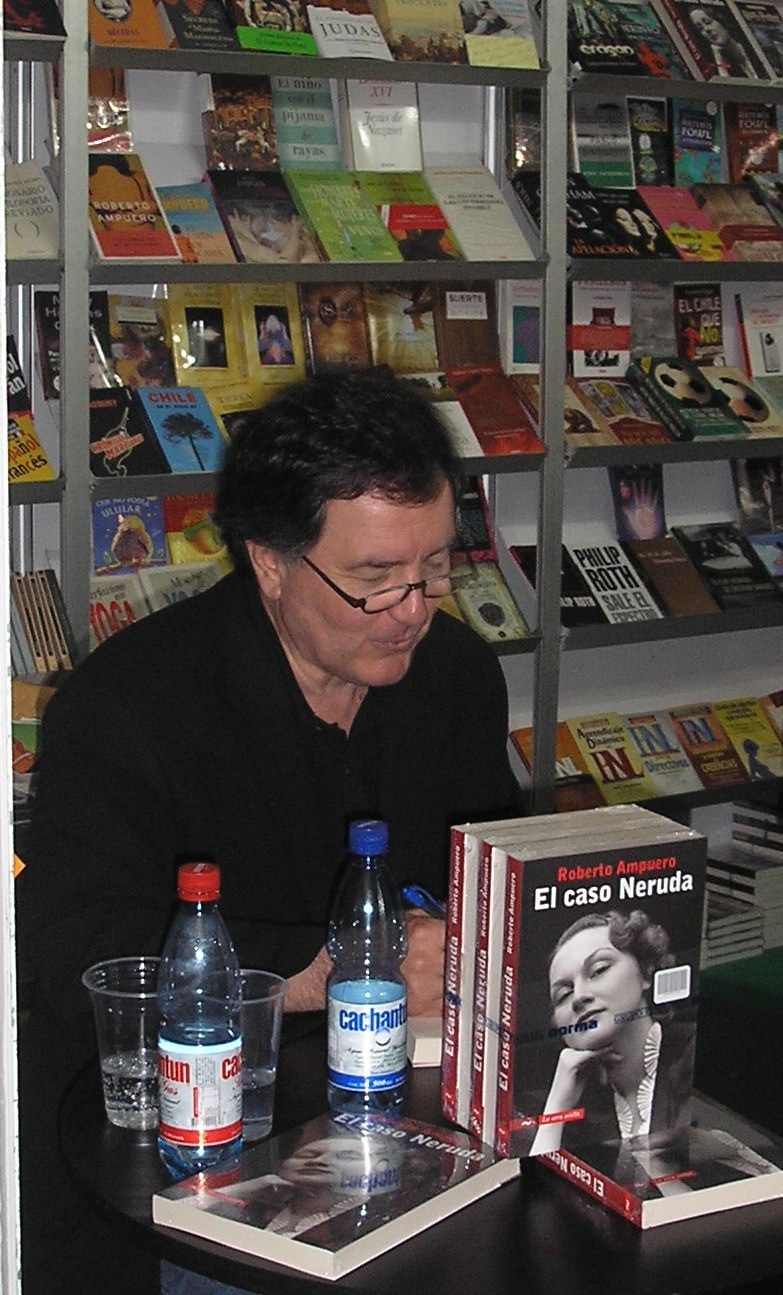
Roberto Ampuero firmando libros en la Feria Chilena del Libro de Viña del Mar (09/01/09).

En marzo del año siguiente dejó de escribir para La Tercera y se pasó a El Mercurio, donde el 12 de marzo publicó su primera columna, que se titulaba La crisis ante nuestra puerta. En julio, a tres meses de cumplirse 20 años de la caída del Muro de Berlín, viaja a Alemania, donde, aunque nota los cambios de la capital germana, enfatiza que "la división sigue existiendo. Persiste en las cifras económicas, en la tasa de desempleo y en el evidente desnivel material entre el rico Berlín occidental y el Berlín oriental aún marcado por su atraso de la era socialista". Por último, también en 2009 fue miembro del jurado del concurso de la Editorial Norma en su versión La otra orilla.
La editorial Edisur, en alianza con Cingo Chile, lanzó en 2010 la Biblioteca Roberto Ampuero, cuyas novelas, comenzando con una versión revisada y aumentada de Nuestros años verde olivo con prólogo de Vargas Llosa, se vendieron en la módica suma de $2.990 pesos chilenos. Es el segundo escritor chileno en tener esta biblioteca; la primera fue Marcela Serrano.

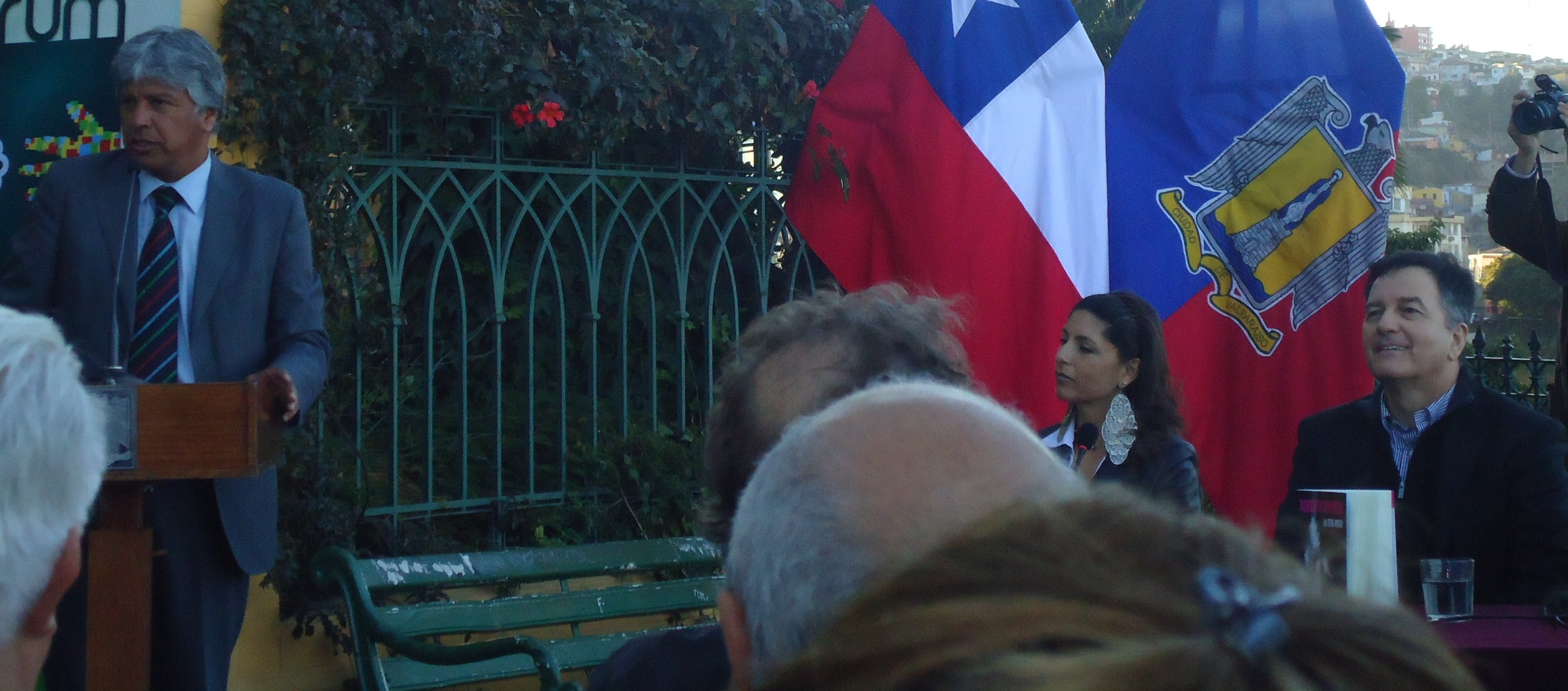
Presentación de La otra mujer en el Paseo Gervasoni de Valparaíso por el alcalde Jorge Castro (09/11/10).

Ese año realizó un taller de escritura creativa y el seminario La Cuba que conocí y el enigma de su futuro en la Universidad Finis Terrae. Además, la Municipalidad de San Bernardo dio su nombre a un pasaje en el sector de Villa Anguita, que Ampuero visitó. En octubre apareció La otra mujer, novela que el entonces ministro de Cultura Luciano Cruz-Coke presentó el 7 de noviembre en la Feria Internacional del Libro de Santiago. Tras el evento, Cruz-Coke invitó al escritor a reunirse en La Moneda con el presidente Sebastián Piñera, y los tres terminaron cenando en el restaurante Da Carla, en la calle Alonso de Córdova.
En Valparaíso Ampuero presentó, con la introducción del alcalde Jorge Castro, la novela en la Casa-Mirador de Lukas, Paseo Gervasoni. Este libro, que marcó el cambio de Ampuero de Planeta a Norma, cuenta la historia de un profesor universitario chileno que vive en Estados Unidos y que mientras da una conferencia en Alemania encuentra un manuscrito inconcluso escondido por motivos románticos y políticos en Berlín. Es una narración que contiene una narración, pero que el protagonista desconoce si es verdad o ficción. Aborda en ella "una problemática que me interesa muchísimo: el de la pareja moderna, con sus amores, infidelidades o celos. Lo importante es reflexionar en los retos del matrimonio en un momento donde tanto el hombre como la mujer trabajan. Me apasiona el poder abordar a un hombre profesional y a una mujer moderna, independiente, que tiene voz e iniciativa propias, y cómo esto puede generar desencuentros entre ambos".
Hasta 2011, cuando fue nombrado embajador de Chile en México, Ampuero ejerció como profesor en el Departamento de Español y Portugués de la Universidad de Iowa.

Durante esta etapa fue denunciado  ante la Contraloría junto al ministro de Hacienda, Felipe Larraín en su rol de  ministro de Relaciones Exteriores, Roberto Ampuero, ya que costeó con fondos públicos viajes personales a Estados Unidos para promocionarse

El diputado del PS, Manuel Monsalve, señaló a “nuestra denuncia establece que el ministro de Hacienda y de Relaciones exteriores viajaron con recursos públicos.
Ese mismo año, Random House Mondadori adquirió los derechos mundiales en español de la obra de Ampuero. La primera novela del escritor chileno publicada por este grupo editorial fue El último tango de Salvador Allende (2012), en el sello Sudamericana. La revista The Clinic, aunque reconociendo su éxito de ventas, hizo una crítica demoledora de este libro. Mondadori reeditará bajo el sello Debolsillo todos los tomos de la serie de Cayetano Brulé y también la novela Nuestros años verde olivo.

## Carrera política

### Acercamiento a la política
En 1978, en La Habana, renuncia a las Juventudes Comunistas tras decepcionarse "profundamente de lo que veía... de la sociedad en que estaba viviendo", después de tres años de vivir en Cuba.  "Quedé sin trabajo, sin libreta de abastecimiento y sin casa". La pregunta fundamental que lo hizo cambiar de parecer fue "¿Quieres tú esto para Chile?, y yo dije no, esto para Chile no, tampoco quiero a Augusto Pinochet, ni el modelo pinochetista ni el castrista". "Cuando empiezo a vivir allí me doy cuenta que de democracia no hay nada y del funcionamiento de la economía tampoco hay nada". Decisivo fue comprobar que la represión en La Habana era igual que la represión en Santiago con Pinochet "Soy claro, no quiero dictadura de izquierda ni de derecha; no hay dictadura buena, todas son condenables".
El Chile de los años 70 es descrito por Ampuero como un país "lleno de tensiones, polarizado, con una situación económica terrible, un enfrentamiento entre los chilenos, enfrentamientos callejeros, un Chile que había perdido la pasión en cuanto a pasión de país unido. Recuerdo esa etapa en que pensaba que ¡alguien tiene que definir esto, no puede seguir dividido al infinito!" "En Chile se produce esta gran tragedia (golpe militar), pero a mí me gusta subrayar lo siguiente: yo siempre condeno la violación de los derechos humanos de los militares, las condeno absolutamente, pero también creo que la izquierda de entonces debe hacerse una autocrítica... es que nosotros los chilenos perdimos la democracia más profunda y más generosa de América Latina, y la izquierda chilena, enamorada por el modelo de Cuba y de Europa Oriental, el marxismo, lanza por la borda, desahucia esa democracia chilena. Con una minoría se intenta hacer cambios radicales y eso genera la división en el país, y genera cosas que nadie podía predecir, y que fue terrible".
Ampuero considera que ambos lados, centro izquierda y centro derecha han aprendido las lecciones de la historia, y no quiere seguir pensando en Chile como un país dividido. "Tenemos una izquierda que se modernizó, se alejó de los socialismos reales en su gran mayoría, que se dio cuenta de la economía de mercado. Y la centro derecha moderna que se ha alejado en gran parte de todo tipo de admiración a la dictadura militar". En 2009 escribió dos cartas abiertas a la presidenta Michelle Bachelet, criticando su posición frente al gobierno cubano y su decisión de ir a la inauguración de la Feria del Libro de La Habana. Y en una entrevista dijo que "un presidente que ha vivido y ha sufrido los rigores de la dictadura de Augusto Pinochet. Al asistir a esa feria, Bachelet estaría legitimando "una política de censura contra los autores de su propio país", debido a que varios libros chilenos, entre ellos, Confieso que he vivido (Neruda), Persona non grata (Jorge Edwards) y Nuestros años verde olivo, están prohibidos".
Su evolución de la izquierda política a la derecha culminó durante las elecciones presidenciales de 2009, cuando apoyó públicamente al candidato derechista.
"Yo ya voté una vez por Eduardo Frei, ahora voy a votar por Sebastián Piñera. En Chile es hora de cambio, la Concertación lleva más de 20 años y ya se ha agotado su modelo, creo que lo ha hecho muy bien en término de la democratización del país, pero tengo la impresión de que se ha ido agotando su proyecto", señaló. Ampuero se unió a un acto de la campaña de Piñera; el encuentro cultural se realizó en la Biblioteca Nacional y contó con la participación de Mario Vargas Llosa, Jorge Edwards y David Gallagher.
Apoyar a Piñera no significa pertenecer a su partido, según Ampuero, que afirma ser "independiente" y agrega que no está interesado en ningún cargo: "eso (ser escritor y profesor) yo no lo voy a dejar". En 2009 aseguró que no pretendía cargos en el gobierno: "Soy muy feliz donde estoy, en Iowa city. Con mi mujer no podríamos dejar a nuestros hijos".
Sin embargo, en noviembre de 2011 el presidente Piñera nombró embajador en México a Ampuero, cargo que el escritor aceptó y dijo estar honrado de engrosar la lista de escritores que han representado como diplomáticos a Chile. En junio de 2013 asumió como ministro de Cultura.

### Ministro de Estado

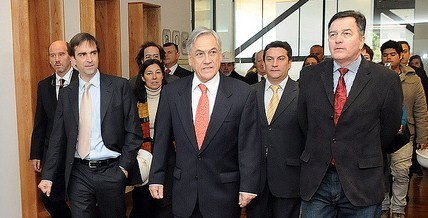
Roberto Ampuero junto al Presidente Sebastián Piñera y el ministro de Cultura Luciano Cruz-Coke, Visita Centro Cultural Gabriela Mistral (7 de mayo de 2010).

A fines de marzo de 2010, Edwards y Ampuero fueron designados miembros del directorio del Consejo Nacional de la Cultura y las Artes, el primero por el ministro de Educación y el segundo por el de Relaciones Exteriores. Pero poco después, a principios de mayo, Ampuero envió una carta a Piñera en la que renunciaba a ese cargo, aduciendo las mismas razones que había expresado antes, a saber, que debido a su trabajo como catedrático de la Universidad de Iowa y al tiempo que dedica a sus novelas no podría "cumplir de buena forma con la responsabilidad que había asumido en el ente cultural".
En junio de 2013 el escritor asumió la presidencia de ese organismo, convirtiéndose así en el último ministro de Cultura del gobierno de Piñera. En marzo de 2014 dejó el cargo y fue reemplazado por Claudia Barattini, nombrada por la nueva presidenta, Michelle Bachelet.
El 11 de marzo de 2018 asumió como ministro de Relaciones Exteriores del segundo gobierno de Sebastián Piñera, se mantuvo en el cargo hasta el 13 de junio de 2019, en uno de los cambios de gabinete de Piñera.

### Embajador
El 6 de agosto de 2019 fue designado por Sebastián Piñera como Embajador de Chile en España.

## Escritura

### Estilo

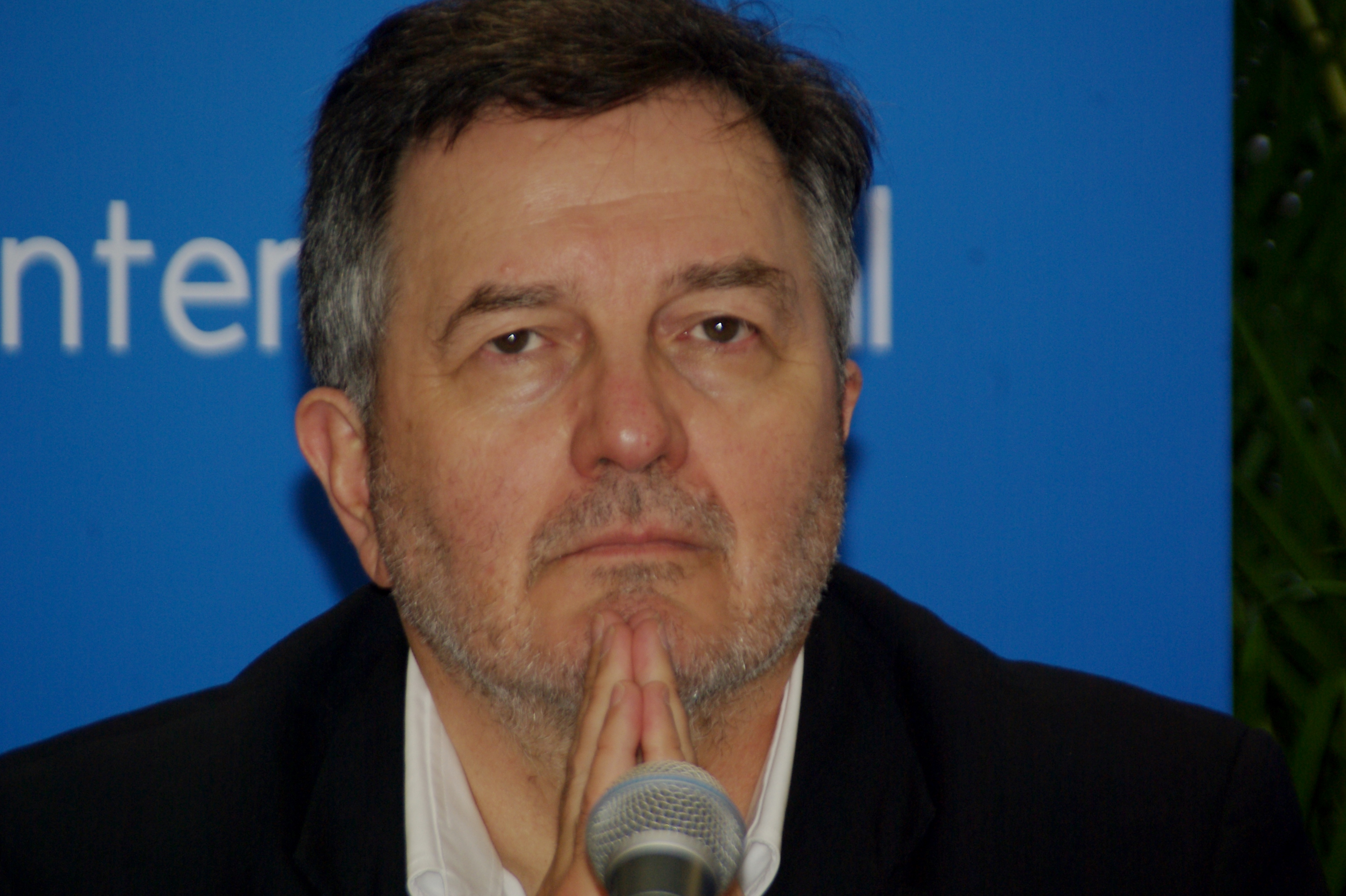
Ampuero en la Feria Internacional del Libro de Miami, 2014.

Roberto Ampuero ha descrito su obra literaria como un "realismo cosmopolita", un realismo que acepta todo dentro de él: la imaginación, la ficción, los sueños, la realidad, pero es cosmopolita porque se trata de personajes que están inmersos más que nunca en el mundo globalizado." José Promis señala que "construir personajes y conflictos narrativos mediante la integración de diferentes espacios nacionales es una característica que se perfila desde la primera novela publicada por Roberto Ampuero en 1993, se ha convertido en el rasgo dominante de su mirada." Promis continúa la idea diciendo que "la realidad cosmopolita de Ampuero se desenvuelve desde un discurso narrativo con el que el autor se deleita indudablemente llevando a la práctica dos rasgos que, según el juicio de algunos críticos y teóricos de la cultura, constituyen características fundamentales del llamado relato posmoderno: por paradójico que parezca, la eliminación, imaginaria, por supuesto, de la distancia entre la figura de papel y la del autor, con lo cual se pone en entredicho la tesis fenomenológica de la autonomía de la obra de arte; y, al mismo tiempo, la reafirmación inapelable de la naturaleza ficticia del texto. Ampuero crea una sospechosa, pero simulada identidad entre él y su personaje; y logra lo segundo activando un explícito juego de transtextualidades que afirman que el sentido de este relato sólo se configura al dialogar con sus relatos anteriores". "No es una coincidencia que Roberto Ampuero, que ha vivido en Chile, Cuba, Alemania, Suecia y ahora Estados Unidos, produzca esta metáfora multinacional en sus obras porque él mismo ha trascendido su ciudad de origen y ha podido incorporar en sus novelas este dialogismo cultural que le permite analizar las tradiciones locales y proyectarlas en un escenario multinacional. Ampuero, al estar narrando en la globalización, está dirigiéndose a todos a través de metáforas artísticas que están aludiendo a otros contenidos imaginarios plurales. Desde este punto de vista es válido hablar del estilo internacional de Ampuero originado en su cosmopolitismo y autobiografía global", dice, por su parte, Gioconda Marún.
En 2009 Ampuero confesó que se convierte en escritor por su "deseo de contar historias que compitiesen con la realidad", deseo que "quizás surge de una insatisfacción con la vida tal como era". "Como escritor uno tiende a habitar esos otros mundos que no son la realidad empírica, pero que son a menudo más influyentes en nuestras vidas. Me atraía crear una historia, crear personajes y destinos, ver como esos personajes, formados sólo de palabras, adquirían vida e interactuaban con otros. Y me atraía también salir de mi vida, de mi cuerpo y mis pensamientos, y explorar el mundo a través de otros narradores, personajes y espacios", dice.
De sus novelas terminadas, piensa que "...lo más inquietante es sentir que tu novela ya no te pertenece y ya no puedes cambiar nada en ella, que ya no puedes matar a un personaje, hacer aparecer a otro o modificar el final. Esa trama que inventó tu fantasía ya no te obedece, tiene vida propia. Si hasta hace poco eras su dios omnipotente y podías disponer sobre la vida y la muerte de los personajes, ahora ella es de los lectores, comienza a habitar su fantasía y memoria."

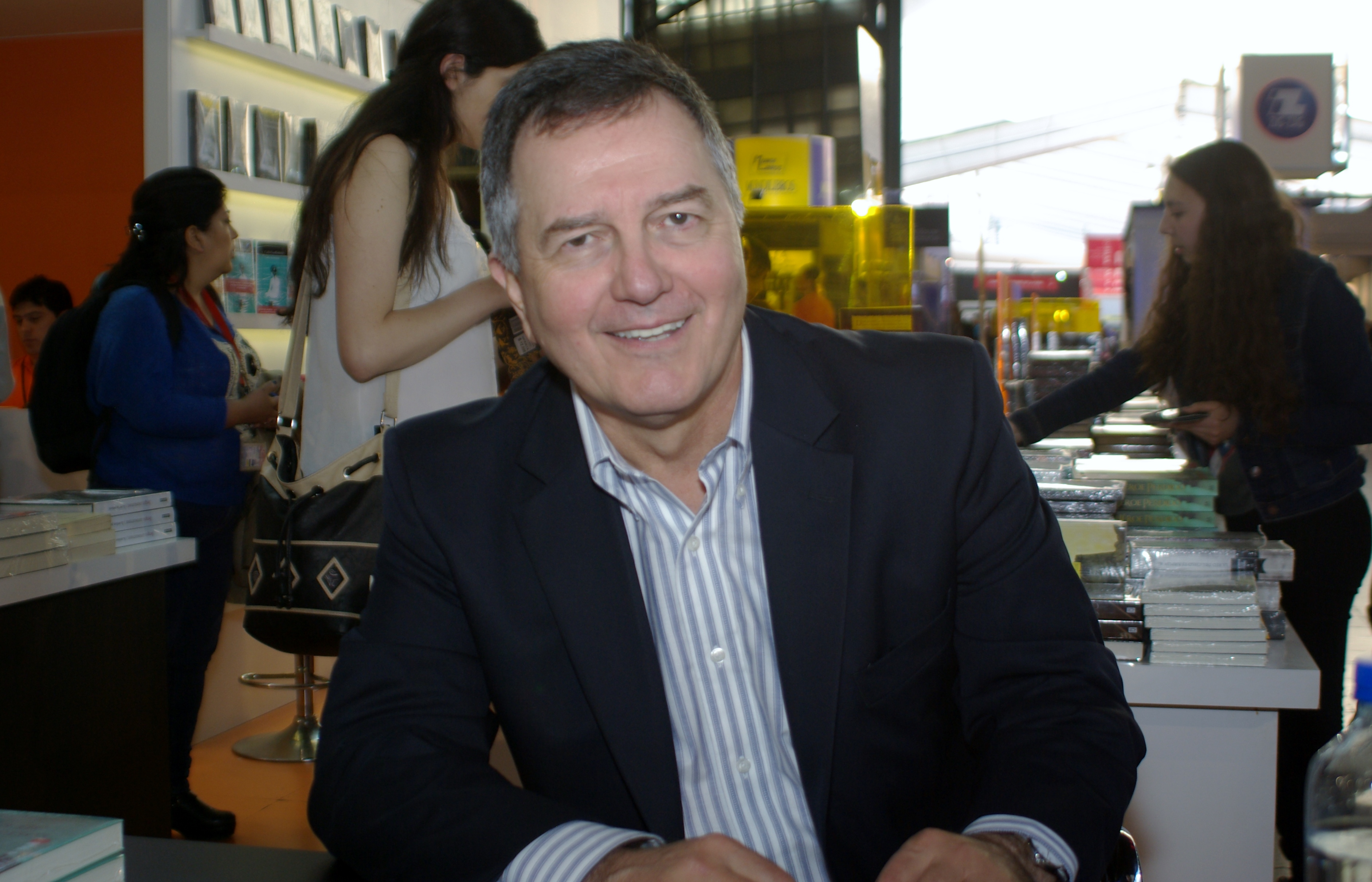
Ampuero en la FILSA 2015.

Ampuero afirma que no sufre de escasez de temas. "Vivo, por fortuna, atestado de historias, aplastado por historias que me persiguen con sus personajes y tramas. Llevó una mochila cargada de historias que luchan por llegar al papel, que se aprovechan en cuanto me siento frente a una hoja para llenarla de líneas. Lo que yo hago es priorizar una historia y postergar las demás. Entonces la escribo hasta el final y la corrijo muchas veces, manteniendo tibias las otras historias. Sé que en un momento una de ellas correrá más rápido, me agarrará por la solapa, me apuntará con su revólver de palabras y me obligará a escribirla del comienzo al final."
¿Escritor chileno exiliado? "Creo que 35 años fuera del país donde uno nació no pasan en vano... Tengo mis raíces originarias en Chile. Chile es uno de los escenarios de varias de mis novelas, y además el país que me empujó a ser escritor. Mis relaciones con escritores se han ido estableciendo afuera, desde luego, en los diferentes sitios donde he vivido, y por ello conozco a pocos colegas chilenos. Pero como escritor pertenezco a ese país tan especial y sin fronteras que es la literatura que se escribe en una etapa de la historia, vivo en un estante de libros que puede estar en Valparaíso, Atenas, Roma o Pekín, y es en ese país sin fronteras donde sueño, divago, amo, sufro y escribo. El país de un escritor que ha vivido en muchos sitios es diferente al país donde él nació o vive, pero no son ámbitos excluyentes. Podría decir que la literatura es el país donde vivo, y por suerte nadie puede desterrarme de allí, ni los políticos ni los críticos literarios".

### Influencias
Ampuero reconoce que son muchos los escritores y libros que lo influenciaron. "Por ejemplo: El niño que enloqueció de amor; Corazón; Robinson Crusoe; La vuelta al mundo en ochenta días; Papelucho; Valparaíso, la ciudad del viento; Eloy; La amortajada; Coronación; Lanchas en la bahía; Conversación en La Catedral, Cien años de soledad; El reino de este mundo; El extranjero; Crimen y castigo; Sófocles; Bertold Brecht; August Strindberg, Franz Kafka, James Joyce, Ernest Hemingway, Marguerite Yourcenar, Patricia Highsmith, Faulkner. Pero a esa edad lo esencial para mí era que las historias me trasladaran realmente a mundos y problemáticas diferentes". También cuenta que fue periodista en Alemania y que le habría gustado "haber sido investigador privado y espía". "Durante la Guerra Fría leí muchas novelas de espionaje, en especial a los maestros, como Le Carré, Graham Greene o Frederick Forsyth". Entre otros escritores, libros y películas que le han influido cita a Laurence Sterne, Thomas Mann, Fernando Pessoa, la Odisea, Don Quijote, Galileo Galilei (Brecht);  The wrong man (Alfred Hitchcock), El otoño de los Cheyennes (John Ford), Cumbite (Tomás Gutiérrez Alea), 17 instantes de una primavera (Tatyana Lioznova), Als ich 19 war (Konrad Wolf). En entrevistas promocionando El caso Neruda, afirmó que es un gran admirador del estilo y la atmósfera de Georges Simenon.

### Cayetano Brulé
Cayetano Brulé, un cubano llegado a Valparaíso, es el detective protagonista de las novelas policiacas, la primera de las cuales fue publicada en 1993 con el título de ¿Quién mató a Cristián Kustermann? y obtuvo el premio de la Revista libros de El Mercurio. A esta le siguió Boleros en La Habana (1994), El alemán de Atacama (1996), Cita en el Azul Profundo (2001), Halcones de la noche (2005) y El caso Neruda (2008), especie de precuela donde Cayetano, mientras se dirige a ver a unos posibles clientes, rememora cómo se inició en el oficio detectivesco. En esta novela Cayetano visitará a Neruda en La Sebastiana, casa que "no estaba lejos" de la suya y con la que Ampuero tiene una relación especial. "Recuerdo en mi infancia haber sabido desde muy temprano que allí vivía un gran poeta, un hombre muy especial. Y yo siempre pensé: 'tengo que ir a esa casa y tocar la puerta, ver como es un poeta'. Nunca me atreví. Pero fíjate, esta novela, El caso Neruda, comienza con mi detective Cayetano Brulé tocando la puerta de La Sebastiana, cumpliendo lo que yo nunca me atreví a hacer". Esa relación explica que Ampuero visite La Sebastiana cada vez que va a Valparaíso.
Brulé, que tiene como ayudante al chileno-japonés Susuki, se distingue por resolver los casos con muy pocos medios, luchando a veces contra poderes muy superiores y poniendo constantemente en peligro su vida. Es un investigador que tiene humor, sabe ganarse la confianza de los demás y disfruta de la buena mesa y de los excelentes mostos chilenos.
Después de un intermedio de cinco años, Ampuero retornó a Brulé con el séptimo libro de la saga, Bahía de los misterios (2013).

### Internacionalización

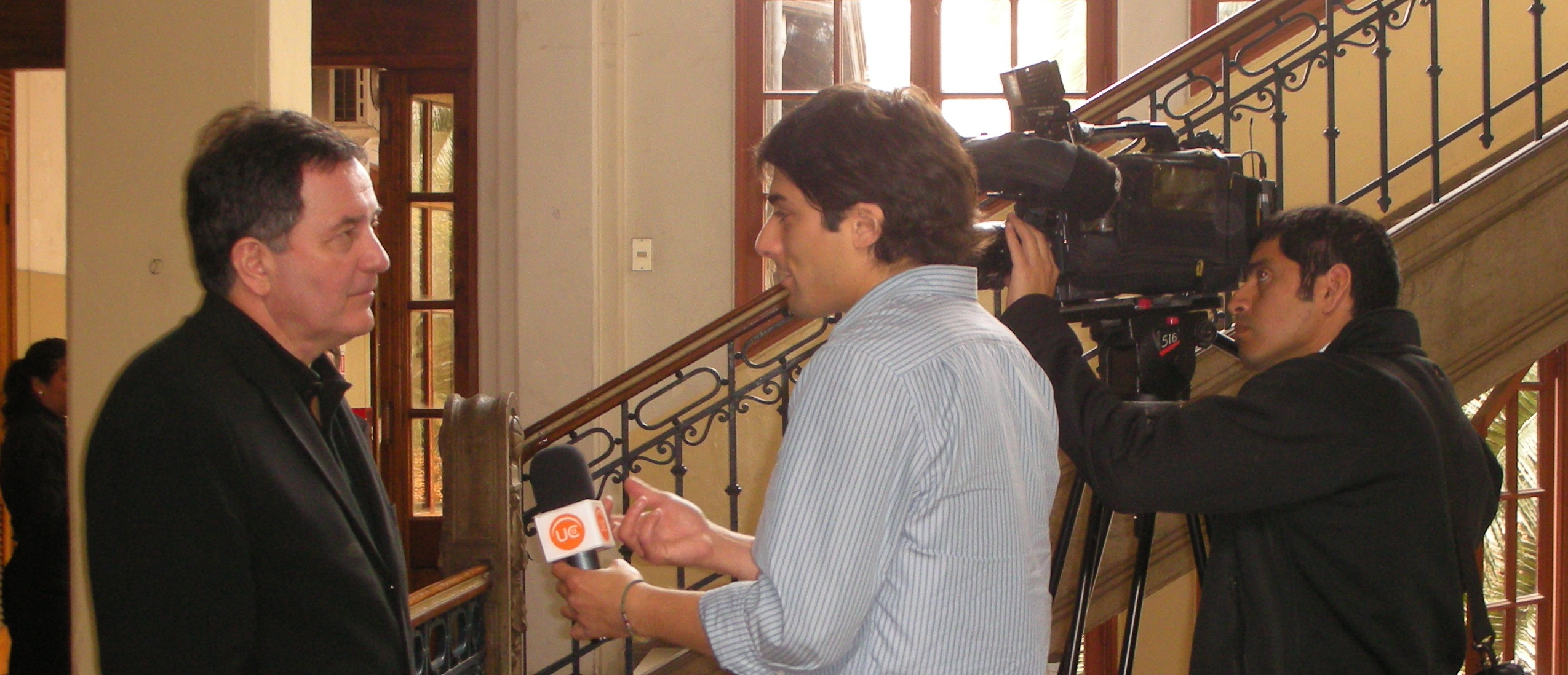
Roberto Ampuero en la PUCV en entrevista para Canal 13 (3 de noviembre de 2008).

Ampuero ha dicho: "Me interesa que mis libros se lean y me alegra que se lean masivamente [...] Eso da la libertad y la independencia para no andar tocando puertas y no depender de becas ni de premios."
Sus novelas han sido publicadas en América Latina y España, y traducidas a diversos idiomas: alemán, chino, croata, francés, griego, inglés, italiano, portugués, sueco.
Ampuero considera que "la internacionalización" de su obra es "un gran reconocimiento". "Creo que el reconocimiento es clave. No son los críticos, por lo general demasiado exquisitos y aislados, quienes te abren el camino, sino el comentario boca a boca, la aprobación masiva, el voto de los lectores. Siempre he dicho que prefiero tener diez ediciones de un libro a un libro con diez premios; ahora, si se dan ambas cosas, maravilloso. Estoy consciente de que ha sido el éxito de mis libros en Chile lo que ha despertado el ojo de las editoriales de otros países"

En 2001 la editorial Garzanti "compró las cuatro novelas protagonizadas por el detective, que saldrán en Roma y Milán" desde 2002 y actualmente están publicados Chi ha ucciso Cristian Kustermann?, Bolero all'Avana, Il tedesco dell'Atacama, Appuntamento al Blu Profondo por tal editorial. En 2008 la editorial Fusi Orari sacó I nostri anni verde oliva. Una storia cubana."
Ampuero firmó ese mismo año con la editorial Temas y Debates de Lisboa el contrato para publicar en portugués Cita en el Azul Profundo. Además ha publicado Os Amantes de Estocolmo y Falcões da Noite.
En Francia han aparecido Le Café azul profundo, Le Rêveur de l'Atacama, L' Affaire Kustermann, Boléros à La Havane y La guerre des pêches.
En 2005 Ampuero firmó contrato con la editorial Shuoliang, con sede en Pekín, para publicar Los amantes de Estocolmo en idioma chino.
El 25 de mayo de 2007, Pasiones griegas fue elegido por Casa Editorial de Literatura Popular de China como el mejor libro en castellano del año anterior (junto a La enfermedad, del venezolano Alberto Barrera Tyska). El premio consiste en la publicación en madarín de la novela por la editorial más grande del país, el 15% de las ventas y una invitación a Pekín para recoger el galardón.

## Condecoraciones

### Condecoraciones extranjeras
- Banda de la Orden Mexicana del Águila Azteca ( México, 15 de junio de 2018).[71]

## Obras
Saga de Cayetano Brulé
- (1993), ¿Quién mató a Cristián Kustermann?, Planeta, Santiago, ISBN 978-958-45-2247-4
- (1994), Boleros en La Habana, Planeta, ISBN 956-247-413-5
- (1996), El alemán de Atacama, Planeta, ISBN 956-247-422-4
- (2001), Cita en el Azul Profundo, Planeta, ISBN 956-247-280-9
- (2005), Halcones de la noche, Planeta, ISBN 956-247-430-5
- (2008), El caso Neruda, Norma, ISBN 978-958-45-1189-8.
- (2013), Bahía de los misterios, Sudamericana, ISBN 956-262-406-4
- (2021), Demonios, Sudamericana

Otras novelas
- (1999), Nuestros años verde olivo, realidad-ficción, Planeta, ISBN 956-247-415-1
- (2001), La guerra de los duraznos, juvenil, Editorial Andrés Bello, ISBN 978-956-300-201-0
- (2003), Los amantes de Estocolmo, erótico-policial, Planeta, ISBN 978-956-300-240-9
- (2006), Pasiones griegas, erótico-policial, Planeta, 260 págs, ISBN 956-247-408-9
- (2010), La otra mujer, Norma, ISBN 978-958-45-2680-9
- (2012), El último tango de Salvador Allende, político-policial, Sudamericana, ISBN 978 956 26 2386-5
- (2014), Detrás del muro, realidad-ficción, Sudamericana, ISBN 978-956-26-2432-9
- (2016), Sonata del olvido, erótico-policial, Sudamericana, ISBN 978-956-26-2489-3
- (2017), Lucas y el secreto del abuelo, juvenil, Editorial Montero, ISBN 978-956-8474-690

Otros
- (1997), El hombre golondrina, cuentos, Planeta, ISBN 978-956-247-442-9
- (2006), La historia como conjetura. La narrativa de Jorge Edwards, ensayo, Andrés Bello, ISBN 956-13-1914-4
- (2015), Diálogo de conversos, ensayo político, coautor Mauricio Rojas, Sudamericana, ISBN 956-26-2477-3
- (2017), Diálogo de conversos 2, ensayo político, coautor Mauricio Rojas, Sudamericana, ISBN 978-956-2624-985

Series de televisión
- Brigada Escorpión (serie policial de televisión), primera serie de este tipo producida en Chile.

## Premios y reconocimientos
- (1977) - Premio Lautaro de Cuentos, Comité de la Resistencia Chilena, La Habana
- (1978) - Mención Concurso de Cuentos 13 de Marzo, Universidad de La Habana[cita requerida]
- (1993) - Premio de la Revista de Libros de El Mercurio por ¿Quién mató a Cristián Kustermann?
- (1994) - Segundo Premio, Concurso de Cuentos de Artes y Letras, El Mercurio
- (1994) - Círculo de Críticos de Arte de Valparaíso
- (1996) - Reconocimiento Ilustre Municipalidad de Viña del Mar por sus aportes literarios
- (2003) - Libro del Año por Los amantes de Estocolmo, Revista de Libros
- (2006) - Hijo Ilustre de Valparaíso, por su destacada trayectoria literaria internacional
- (2006) - Mejor novela publicada en español durante el año por Pasiones griegas en mandarín; otorgado por la Editorial Popular y la Asociación de Hispanistas de China
- (2008) - Premio Personalidades, reconocimiento otorgado por la Corporación Cultural de la Quinta Región, que forma parte de los Premios Regionales al Mérito Cultural[cita requerida]
- (2010) - Mejores 10 novelas publicadas en alemán por El caso Neruda (Revista literaria internacional Buchkultur)[72]
- (2010) - Literary Walk de Iowa City. Ingresado junto a Samantha Chang, Stephen Bloom, Sarah Prineas, Lori Erickson, Carl Klaus y Christopher Merrill[73]